# No te muevas (película de 2024)
No te muevas —en inglés: Don't Move— es una película de suspenso estadounidense de 2024 protagonizada por Kelsey Asbille, Finn Wittrock, Moray Treadwell y Daniel Francis. Fue dirigida por Adam Schindler y Brian Netto, y escrita por TJ Cimfel y David White. Netflix lanzó la película el 25 de octubre de 2024.

## Sinopsis
Iris está de luto por su joven hijo Mateo, quien falleció durante una excursión familiar. Visita el lugar de su muerte e, inconsolable, considera suicidarse saltando por un acantilado. Aparece un hombre que se presenta como Richard, y tras conversar con él durante unos minutos, Iris cambia de opinión. Lo sigue de regreso a sus autos estacionados, pero él la noquea con un dispositivo de electrochoque, la ata las muñecas y los tobillos con bridas, y la coloca en la parte trasera de su auto.
Iris recupera la conciencia mientras «Richard» los conduce a una cabaña remota que conoce, donde le dice que tendrán «todo el fin de semana» juntos. Iris usa su cuchillo de bolsillo para cortarse la brida de las muñecas y ataca a Richard, provocando que él estrellara el auto. Ambos pelean brevemente, pero Iris logra salir del vehículo y cortar la brida que aseguraba sus tobillos. Sin embargo, Richard le muestra una jeringa y le dice que, durante su pelea, le inyectó un agente paralizante que la incapacitará gradualmente en aproximadamente 20 minutos.
Iris corre hacia el bosque, con Richard siguiéndola a un ritmo tranquilo, sabiendo que la inyección pronto comenzará a hacer efecto. Pero, a medida que Iris va perdiendo lentamente el uso de sus extremidades, llega a un río y flota río abajo sobre su espalda. Arrastrándose hasta la orilla, utiliza el último vestigio de movilidad que le queda para salir a tierra firme.
Iris ha llegado a una propiedad aislada que pertenece a un anciano llamado Bill, quien la encuentra mientras corta el césped. Bill e Iris logran comunicarse, y ella responde a sus preguntas parpadeando (una vez para sí, dos veces para no). Él la lleva a su casa y está a punto de llamar al 911 cuando «Richard» aparece, esta vez presentándose como Andrew y afirmando estar buscando a su esposa. Bill no menciona a Iris (quien está escondida detrás del sofá) porque no confía en Andrew. Llama al 911, pero Andrew lo ataca y lo mata antes de incendiar la casa. Iris comienza a experimentar una recuperación de movilidad en sus manos y, al tirar de la cuerda de las persianas, alerta a Andrew sobre su presencia. Él la saca de la casa y la lleva en la camioneta de Bill, justo cuando un equipo de respuesta del 911 se dirige hacia el lugar.
Andrew se detiene en una estación de servicio para repostar, e Iris, cuyo cuerpo se recupera gradualmente de la parálisis, intenta abrir sin éxito la puerta de la camioneta. Andrew regresa a su auto destrozado para recuperar sus pertenencias. Mientras lo hace, un oficial de policía se acerca y pregunta qué está ocurriendo. Andrew dice que su esposa chocó el auto mientras estaba ebria. El oficial no se muestra convencido y, cuando intenta hablar con Iris, Andrew lo mata.
Andrew transporta a Iris hasta un pequeño muelle, desde donde planea remar hacia su cabaña. Pero, mientras están en el bote, Iris logra apoderarse de un cuchillo, apuñalarlo en el cuello y empujarlo al agua. Él intenta volver a subir al bote, pero Iris le dispara con su propia arma. Sin embargo, los disparos también han perforado el casco del bote, que comienza a hundirse. Iris logra salir a la superficie y nadar hacia el muelle.
Más adelante, Andrew se ha arrastrado hasta la orilla. Iris se coloca sobre él mientras muere y le agradece, ya que durante su lucha por escapar de él ha redescubierto las ganas de seguir viviendo.

## Elenco
- Kelsey Asbille como Iris
- Finn Wittrock como Richard
- Moray Treadwell como Bill
- Daniel Francis como Dontrell, oficial de policía

## Producción y lanzamiento
En diciembre de 2022, se informó que Adam Schindler y Brian Netto dirigirían el thriller No te muevas, escrito por TJ Cimfel y David White. La película fue producida por Sam Raimi y Zainab Azizi de Raimi Productions, así como por Christian Mercuri de Capstone Studios, Alex Lebovici de Hammerstone Studios y Sarah Sarandos.
En mayo de 2023, Kelsey Asbille y Finn Wittrock fueron seleccionados para los papeles principales. La fotografía principal se llevó a cabo en Bulgaria desde junio hasta finales de julio de 2023. Dos días antes de la finalización, la producción recibió un acuerdo temporal que le permitió continuar filmando durante la huelga de SAG-AFTRA de 2023. Mark Korven y Michelle Osis compusieron la música para la película.
En noviembre de 2023, Signature Entertainment adquirió los derechos de distribución para el Reino Unido e Irlanda. En abril de 2024, Netflix compró los derechos mundiales. La película se lanzó en Netflix el 25 de octubre de 2024.

## Recepción
En el sitio web de agregación de críticas Rotten Tomatoes, el 74% de las 23 reseñas de críticos son positivas, con una calificación promedio de 6.2/10. Metacritic, que utiliza un promedio ponderado, le asignó a la película una puntuación de 54 sobre 100, basada en 7 críticas, lo que indica reseñas «mixtas o promedio».